# Botte (chaussure)
Pour les articles homonymes, voir Botte.

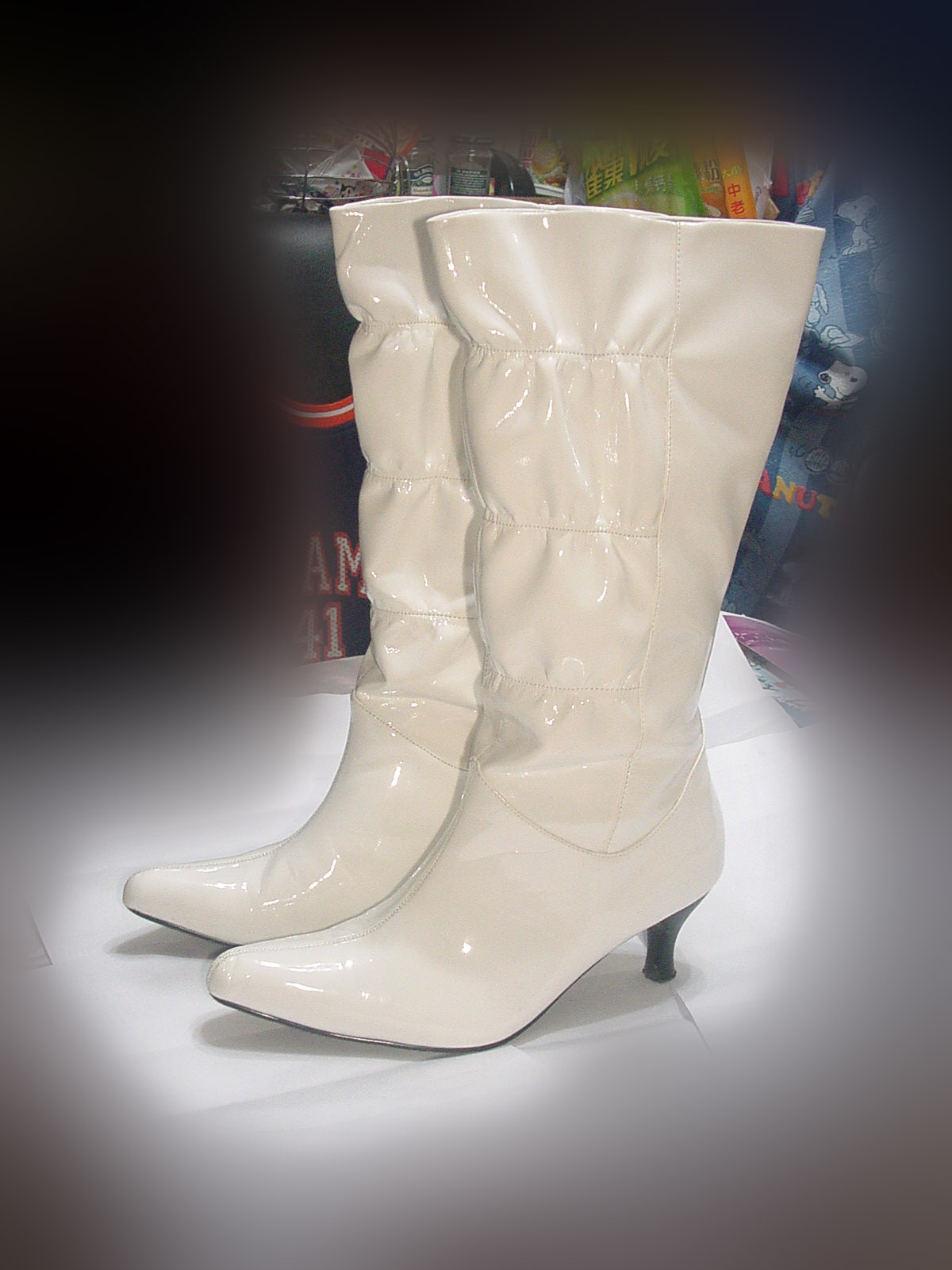
Bottes féminines blanches.

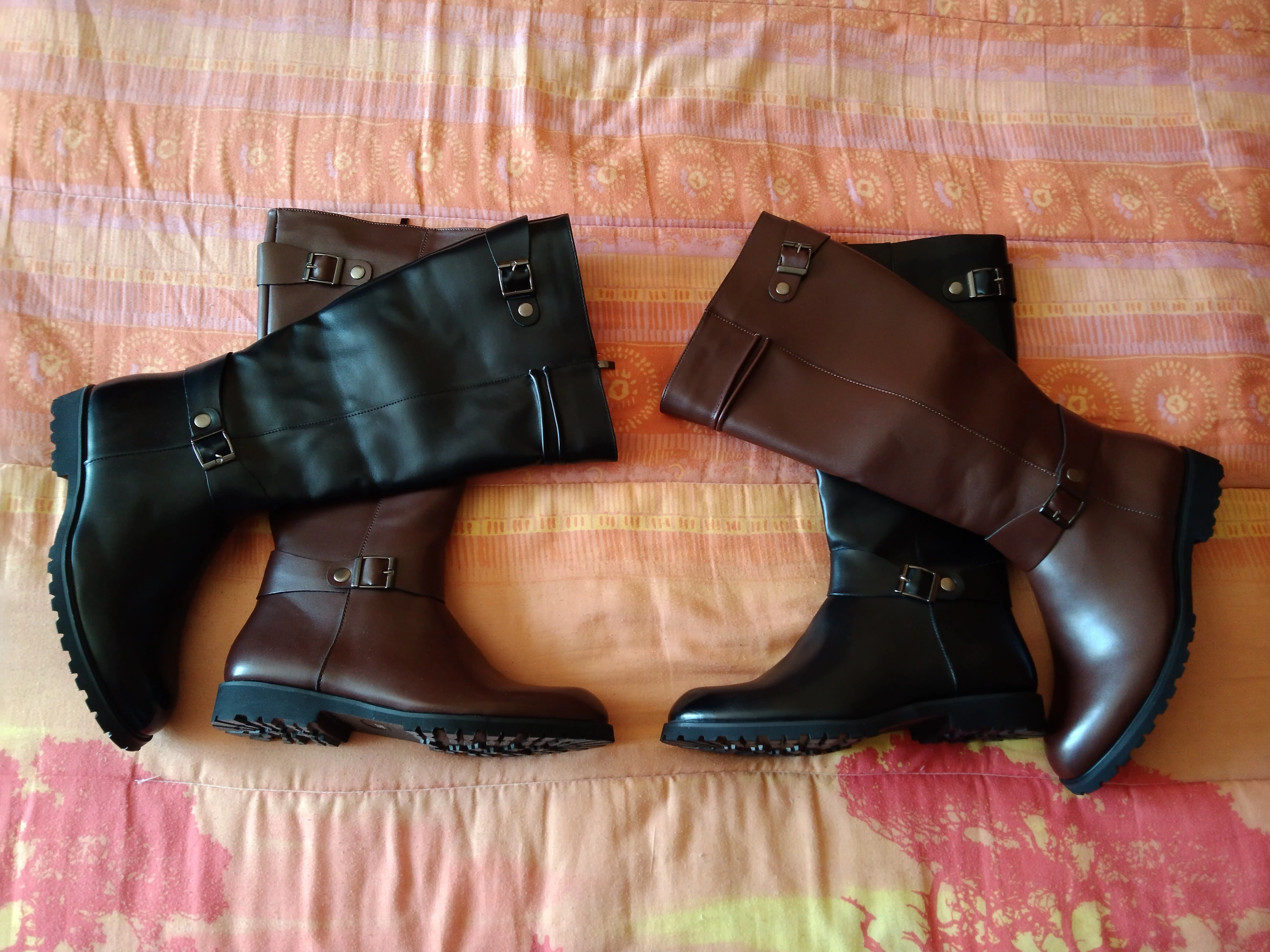
Des bottes masculines.

La botte est une chaussure unisexe, dont la tige enferme la jambe et le pied jusqu'à une hauteur qui dépend de l'usage auquel elle est destinée : cuisse, genou ou mollet.

## Histoire

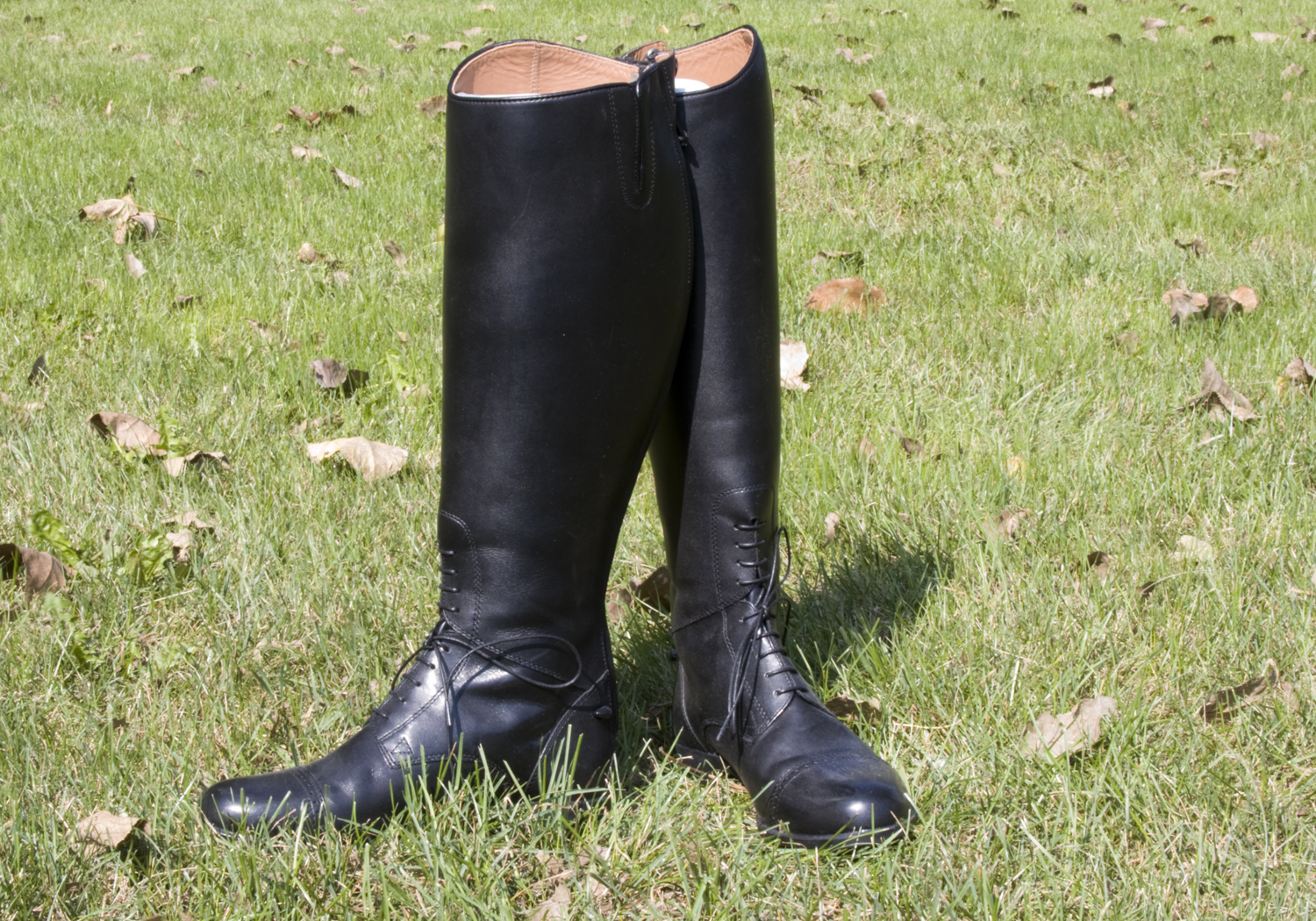
Bottes d'équitation.

À l'origine, les bottes ont un rôle utilitaire, comme la plupart des vêtements et accessoires. Dans le domaine de l'équitation, les bottes sont naturellement portées pour monter à cheval en protégeant la partie basse du corps. Distinguant alors : les bottes molles, dites aussi bottes à la française ou à l'écuyère, dont la tige, molle et large, se terminait par une large genouillère dans laquelle le genou était engagé, les bottes de cour ou à chaudron dont la genouillère était évasée en forme d'entonnoir, les bottes fortes comme celles qui servaient aux postillons, les bottes à la hussarde dont la tige portait des plis sur le cou-de-pied, et les bottes à l'anglaise ou à revers. Ce rôle utilitaire est encore important dans l'habillement, dans le cas notamment des bottes de pluie (en plastique) et des après-skis (parfois nommées snow boot) utilisées pour marcher dans la neige.
Historiquement, seuls les hommes ont porté des cuissardes pendant plusieurs siècles, de la Renaissance jusqu'à la Révolution. Les bottes montant jusqu'aux cuisses étaient indispensables pour préserver les pantalons, usés prématurément par frottement sur la selle du cheval. Lorsque l'on ne montait pas à cheval, les cuissardes étaient rabattues (il était question de « port à la mousquetaire »). L'invention du métier Jacquard en 1801 permet de disposer de tissu à prix abordable, ce qui permet de diminuer la hauteur des bottes.
Les femmes montaient à cheval en amazone. Les reines Christine de Suède et Catherine de Russie portent des bottes lorsqu'elles montent à califourchon. Durant l'hiver 1963-1964, les cuissardes réapparaissent, chez les femmes cette fois. Cette mode est restée assez marginale jusqu'à l'explosion des cuissardes féminines lors des hivers 1967-1968, 1968-1969 et 1969-1970.

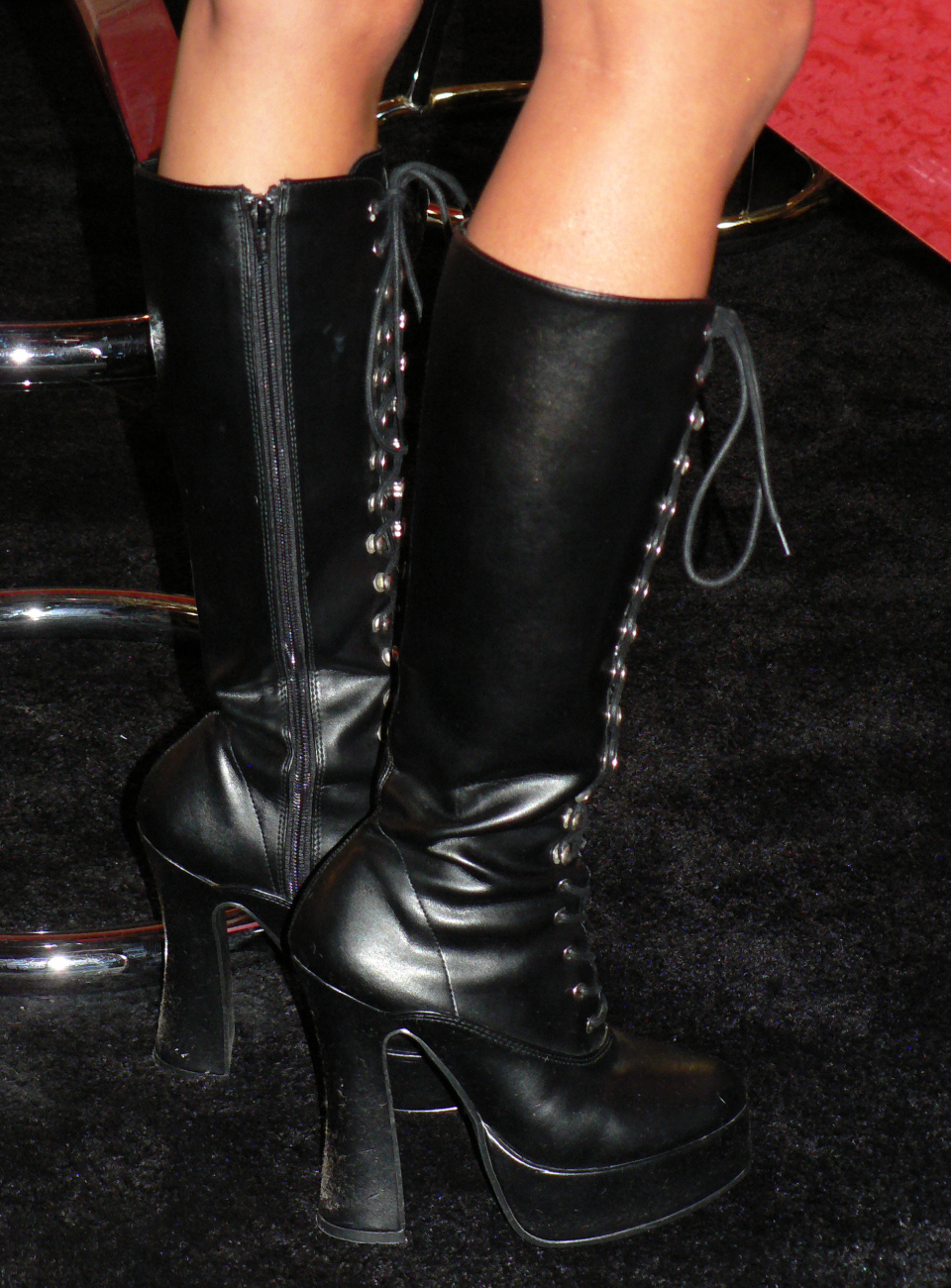
Go-go boots, une référence du clubwear depuis les années 1970.

Certains modèles de bottes sont apparus pour suivre un effet de mode, mode dont Cristobal Balenciaga est l'un des initiateurs lorsqu'en 1963, il lance les bottes portées avec ses tailleurs de sport. Les modèles les plus répandus aujourd'hui sont ceux à tige haute, tant pour les hommes que pour les femmes. Les cuissardes peuvent être portées comme des bottes cavalières.

### Années 1960
Lancées par Paco Rabanne, Pierre Cardin et Yves Saint Laurent, au départ en vinyle, les cuissardes sont portées par les stars comme Brigitte Bardot, Sylvie Vartan, Jane Birkin ou encore Amanda Lear qui en raffolaient. Dans sa chanson éponyme de l'album Initials B.B. sorti en 1968, Serge Gainsbourg chante « Jusques en haut des cuisses/Elle est bottée/Et c'est comme un calice/A sa beauté ». Après la minijupe arrivée de Londres en 1965, suivent les bottes et les cuissardes. « Longtemps marque de fabrique des dominatrices professionnelles, les cuissardes deviennent pour la première fois à la mode dans les sixties, comme élément de la révolution sexuelle ».

### Années 2000
Les années 2000 voient la cuissarde faire son retour dans les défilés, par exemple Gianni Versace au défilé hiver 1999, Paco Rabanne au défilé hiver 2000, Christian Dior au défilé hiver 2002, Hubert de Givenchy au défilé hiver 2003, Karl Lagerfeld au défilé hiver 2004. À partir de 2004, un retour de la botte de pluie, ou botte de caoutchouc, comme accessoire non seulement des jours de pluie, mais signe de mode caractérisé. Burberry, D&G, et de nombreux autres créateurs proposent leurs modèles alors que les classiques Hunter ou Aigle retrouvent une nouvelle jeunesse. En 2005 au festival de Glastonbury, Gwyneth Paltrow, Keira Knightley, Kate Moss, Joss Stone et Stella McCartney se présentent en bottes de caoutchouc, confirmant cette tendance.
En 2007, la cuissarde est reine chez Chanel. En août 2007, le magazine français Vogue publie des photos de Carla Bruni, nue, vêtue seulement de cuissardes Chanel. Fin 2007, la cuissarde fait son retour sur les jambes de Kate Moss, Madonna, fétichiste des cuissardes Stella McCartney. Les cuissardes sont ensuite revenues en nombre lors des défilés de mode en 2008, tant en Italie qu'en France. De même, le styliste britannique Hussein Chalayan fait sensation en août 2007 en faisant défiler tous ses mannequins vêtues de cuissardes seconde peau en latex. Fin 2007, la mode est qualifiée de « botte mania sexy ». De nombreuses actrices et chanteuses se produisent en cuissardes, telle par exemple Sarah Brightman, l'actrice et chanteuse Hayden Panettiere.

## Types

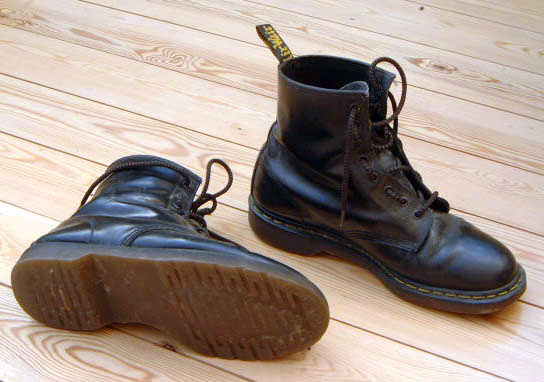
Bottines Dr. Martens.

Les bottes se distinguent habituellement en fonction de la hauteur de leur tige. Il existe plusieurs modèles principaux. Elles peuvent être portées par des hommes ou des femmes.
- Bottine : la bottine, ou demi-botte, est une botte dont la tige s'arrête entre la cheville et le haut du mollet. Au début du XXe siècle, le terme « bottine » désignait spécifiquement des chaussures de femmes s'arrêtant à mi-mollet et lacées sur le devant. Le terme « bottillon » est employé pour désigner une bottine pour homme.
- Botte : la tige d’une botte peut monter jusqu’au genou. Ce modèle de botte n’a pas de désignation spécifique. Le terme « botte » est employé pour le désigner.
- Botte cavalière : la botte cavalière, souvent associée au port de la minijupe, est d'abord popularisée dans sa version en vinyle, puis en peau de daim. À la mode vinyle, puis daim, a succédé la mode de la botte en cuir, le plus souvent noir. La botte cavalière est un grand classique indémodable des défilés de mode. Dans leur collection automne-hiver 2008-2009, Marc Jacobs ou Anna Sui par exemple, habillent leurs mannequins de bottes hautes[20],[21].
- Botte genouillère : la hauteur de la botte s'arrête au niveau du genou.

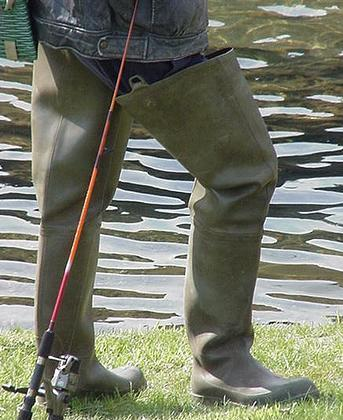
Cuissardes utilisées pour la pêche.

- Cuissarde : la cuissarde est une botte dont la tige monte au-dessus du genou et parfois jusqu'à l'aine.
- Pontonnière : plus haute que la cuissarde, la pontonnière est un accessoire de protection contre l'eau : les pêcheurs l'utilisent pour s'avancer loin dans l'eau. Elles sont parfois maintenues par des bretelles ou attachées à la ceinture. Elles sont également utilisées par les égoutiers et les spéléologues.

## Uniformologie
Le port de bottes fait depuis longtemps partie de l'uniforme militaire. On en rencontre depuis le XVIIe siècle, chez les mousquetaires et dans la cavalerie en général jusqu'au XXe siècle. Parmi les différents types de bottes, on trouve les bottes à la hongroise portées par la cavalerie légère (particulièrement les hussards) en Europe, aux XVIIIe et XIXe siècles, des bottes à l'écuyère dans la cavalerie de ligne et lourde à tiges forte ou demi-forte, pour l'infanterie, les officiers des XVIIIe et XIXe siècles portaient des bottes à revers.

## Système et accessoires
Une botte peut comporter une ouverture destinée à faciliter l’enfilage. Cette ouverture peut être fermée par boutons, par un laçage, par une fermeture à glissière ou par une patte munie d'une boucle. Cette ouverture se situe sur le devant, l’arrière, ou le côté de la botte.
Pour les situations d'usage prolongé, plusieurs accessoires ont été imaginés pour améliorer le confort ou limiter l'usure :
- Protège-bas : sorte de section de chaussettes limitée à la cheville et réalisée en cuir très souple pour limiter l'usure du talon de la chaussette ;
- Chaussettes spéciales pour bottes : pointes et talons sont renforcés, utilisées aussi avec des sabots ;
- Chaussons montants : adaptés aux bottes en caoutchouc manquant de souplesse ;
- Chaussons spéciaux : pour le confort ou les bottes trop larges ; les bottes en feutre et autre matière manquant de rigidité[22].

### Minijupe et bottes longues

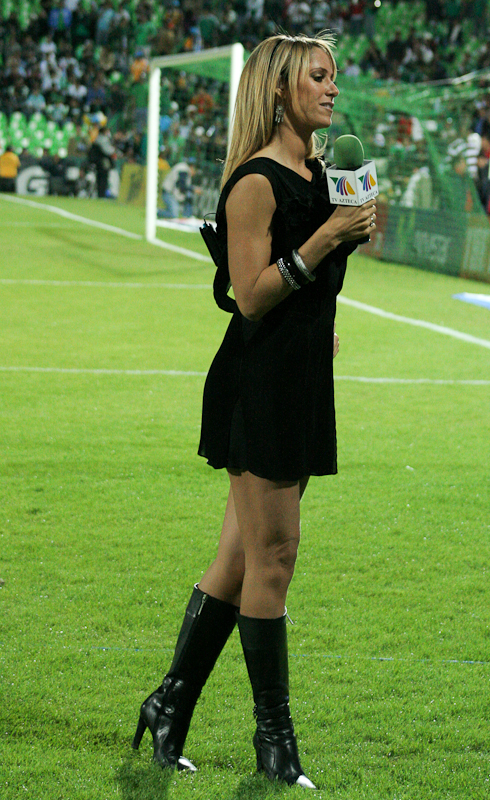
Ines Sainz en minirobe et bottes.

En 1990, Julia Roberts, héroïne du film Pretty Woman, entre en scène en minirobe et cuissardes vernies noires, le « style pretty woman » est ensuite évoqué en parlant d'une femme minijupée et bottée. 
La mode présentée à Milan, en Italie, en septembre 2008 propose « la combinaison bottes de cuirs / minijupes qui cette année sont plus courtes, beaucoup plus courtes, que les années précédentes. Les bottes gardent le même succès fou qu'elles ont connu durant les quarante dernières années. Bottes noires allant jusqu'aux cuisses, aux genoux, ou s'arrêtant sagement au-dessus du talon, elles se portent aussi bien avec un jean classique qu’un pantalon habillé. ». Cette mode est internationale, que ce soit en Europe : en Pologne « l'élégance made in Pologne » est évoquée, à Madagascar.